# Мальтердінген
Мальтердінген (нім. Malterdingen) — громада в Німеччині, знаходиться в землі Баден-Вюртемберг. Підпорядковується адміністративному округу Фрайбург. Входить до складу району Еммендінген.
Площа — 11,14 км2. Населення становить 3219 ос. (станом на 31 грудня 2020).